# علم البيئة الإيكولوجي

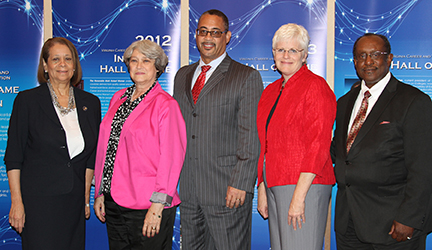
هيئة التعليم في فيرجينيا
علم التغذية البيئي

علم البيئة الإيكولوجي هو فرع من علم التغذية يهتم بالممارسة اليومية. يُنظر إليها بشكل رئيسي في ألمانيا على أنها فرع منفصل للرعاية الصحية، والكلمة نادرة خارج ألمانيا. علماء الإيكولوجيا خبراء في التغذية وإدارة الأسرة والاقتصاد. وهذا يشمل المبادئ الفسيولوجية والاقتصادية والتكنولوجية للتغذية الصحية والتطبيق العملي. يعمل علماء الإيكولوجيا البيئية في العديد من المجالات المختلفة مثل تطوير مفاهيم غذائية جديدة في المطاعم، ومراقبة الجودة في عمليات تصنيع الأغذية وتجهيزها والبحث في صناعة الأغذية. نظرًا للطبيعة المتعددة التخصصات للتدريب، غالبًا ما يقوم علماء الإيكولوجيا البيئية بدور تنسيقي في شركات إدارة المرافق.